# Receptor del péptido liberador de prolactina
El receptor del péptido liberador de prolactina (PrRPR), también conocido como receptor acoplado a proteínas G 10 (GPR10), es una proteína que en humanos está codificada por el gen PRLHR. 
PrRPR es un receptor acoplado a proteínas G al que se une la  hormona liberadora de prolactina (PRLH).

## GenPRLHR
El gen que codifica la proteína del receptor, se encuentra en el cromosoma 10 (humano) en el brazo q, ubicado en la banda 26.11.

## Función
PrRPR es un receptor de 7 dominios transmembrana al que se une el péptido liberador de prolactina, que se expresa altamente en la hipófisis anterior.

## Otras lecturas
- Hinuma S, Onda H, Fujino M (1999). «The quest for novel bioactive peptides utilizing orphan seven-transmembrane-domain receptors.». J. Mol. Med. 77 (6): 495-504. PMID 10475064. doi:10.1007/s001090050403.
- Marchese A, Heiber M, Nguyen T, etal (1996). «Cloning and chromosomal mapping of three novel genes, GPR9, GPR10, and GPR14, encoding receptors related to interleukin 8, neuropeptide Y, and somatostatin receptors.». Genomics 29 (2): 335-44. PMID 8666380. doi:10.1006/geno.1995.9996.
- Hinuma S, Habata Y, Fujii R, etal (1998). «A prolactin-releasing peptide in the brain.». Nature 393 (6682): 272-6. PMID 9607765. doi:10.1038/30515.
- Fujii R, Fukusumi S, Hosoya M, etal (1999). «Tissue distribution of prolactin-releasing peptide (PrRP) and its receptor.». Regul. Pept. 83 (1): 1-10. PMID 10498338. doi:10.1016/S0167-0115(99)00028-2.
- Langmead CJ, Szekeres PG, Chambers JK, etal (2000). «Characterization of the binding of [(125)I]-human prolactin releasing peptide (PrRP) to GPR10, a novel G protein coupled receptor.». Br. J. Pharmacol. 131 (4): 683-8. PMC 1572376. PMID 11030716. doi:10.1038/sj.bjp.0703617.
- Lin SH, Arai AC, Wang Z, etal (2001). «The carboxyl terminus of the prolactin-releasing peptide receptor interacts with PDZ domain proteins involved in alpha-amino-3-hydroxy-5-methylisoxazole-4-propionic acid receptor clustering.». Mol. Pharmacol. 60 (5): 916-23. PMID 11641419. doi:10.1124/mol.60.5.916.
- Ozawa A, Yamada M, Satoh T, etal (2002). «Transcriptional regulation of the human PRL-releasing peptide (PrRP) receptor gene by a dopamine 2 Receptor agonist: cloning and characterization of the human PrRP receptor gene and its promoter region.». Mol. Endocrinol. 16 (4): 785-98. PMID 11923475. doi:10.1210/me.16.4.785.
- Takahashi K, Totsune K, Murakami O, etal (2003). «Expression of prolactin-releasing peptide and its receptor in the human adrenal glands and tumor tissues of adrenocortical tumors, pheochromocytomas and neuroblastomas.». Peptides 23 (6): 1135-40. PMID 12126742. doi:10.1016/S0196-9781(02)00046-3.
- Kemp DM, Lin JC, Ubeda M, Habener JF (2002). «NRSF/REST confers transcriptional repression of the GPR10 gene via a putative NRSE/RE-1 located in the 5' promoter region.». FEBS Lett. 531 (2): 193-8. PMID 12417311. doi:10.1016/S0014-5793(02)03502-0.
- Strausberg RL, Feingold EA, Grouse LH, etal (2003). «Generation and initial analysis of more than 15,000 full-length human and mouse cDNA sequences.». Proc. Natl. Acad. Sci. U.S.A. 99 (26): 16899-903. PMC 139241. PMID 12477932. doi:10.1073/pnas.242603899.
- Bhattacharyya S, Luan J, Challis B, etal (2003). «Association of polymorphisms in GPR10, the gene encoding the prolactin-releasing peptide receptor with blood pressure, but not obesity, in a U.K. Caucasian population.». Diabetes 52 (5): 1296-9. PMID 12716769. doi:10.2337/diabetes.52.5.1296.
- Deloukas P, Earthrowl ME, Grafham DV, etal (2004). «The DNA sequence and comparative analysis of human chromosome 10.». Nature 429 (6990): 375-81. PMID 15164054. doi:10.1038/nature02462.
- Gerhard DS, Wagner L, Feingold EA, etal (2004). «The status, quality, and expansion of the NIH full-length cDNA project: the Mammalian Gene Collection (MGC).». Genome Res. 14 (10B): 2121-7. PMC 528928. PMID 15489334. doi:10.1101/gr.2596504.
- Ellacott KL, Donald EL, Clarkson P, etal (2005). «Characterization of a naturally-occurring polymorphism in the UHR-1 gene encoding the putative rat prolactin-releasing peptide receptor.». Peptides 26 (4): 675-81. PMID 15752583. doi:10.1016/j.peptides.2004.11.020.
- Lagerström MC, Fredriksson R, Bjarnadóttir TK, etal (2005). «Origin of the prolactin-releasing hormone (PRLH) receptors: evidence of coevolution between PRLH and a redundant neuropeptide Y receptor during vertebrate evolution.». Genomics 85 (6): 688-703. PMID 15885496. doi:10.1016/j.ygeno.2005.02.007.
- Kimura K, Wakamatsu A, Suzuki Y, etal (2006). «Diversification of transcriptional modulation: large-scale identification and characterization of putative alternative promoters of human genes.». Genome Res. 16 (1): 55-65. PMC 1356129. PMID 16344560. doi:10.1101/gr.4039406.